# CiTi.TV
CiTi.TV war ein privater regionaler Fernsehsender für das Saarland. Das Programm wurde landesweit ins Kabelnetz eingespeist. Der Sender war der Nachfolger des seit Februar 2009 insolventen Regionalsenders Saar TV. Am 31. Januar 2012 stellte CiTi.TV den Sendebetrieb aus wirtschaftlichen Gründen ein.

## Programm
CiTi.TV produzierte täglich 24 Stunden regionales Programm für das Saarland. Dieses bestand aus Interviews und Befragungen der Bürger über aktuelle Themen, Blicke über die Straßen des Saarlands und Mitschnitte von wichtigen Ereignissen aus der Politik sowie von Versammlungen oder Auftritten im Saarland. Das Programm wurde in 16:9 ausgestrahlt.

## Empfang
Das Programm von CiTi.TV war im Kabelfernsehen sowohl analog als auch digital (DVB-C) empfangbar. Der analoge Empfang lief bis auf wenige Ausnahmen landesweit auf Kanal 5. Digital wurde der Sender im Saarland über das Kabelnetz von Kabel Deutschland auf Sonderkanal 40 eingespeist. Im Kabelnetz der wilhelm.tel GmbH und der VSENET GmbH wurde CiTi.TV ab 29. Juni 2011 auf Sonderkanal 2 eingespeist. Außerdem wurde das CiTi.TV-Programm via Livestream ausgestrahlt.

## Einstellung des Senders
CiTi.TV stellte seinen Sendebetrieb am 31. Januar 2012 wegen der schlechten wirtschaftlichen Lage für regionale Fernsehsender ein. Auszubildende des Senders sollten bei entsprechender Eignung von der Landesmedienanstalt Saarland übernommen werden.